# Lachlan Sharp
Pour les articles homonymes, voir Sharp.
Lachlan Thomas Sharp est un joueur australien de hockey sur gazon qui joue comme milieu de terrain ou attaquant pour l'équipe nationale australienne.

## Carrière
Sharp est né à Lithgow et a fait ses débuts internationaux seniors lors de la Finale de la ligue mondiale 2016-2017 à Bhubaneswar, en Inde.
Sharp faisait partie de l'équipe nationale junior masculine australienne "The Burras" à la Coupe du monde des moins de 21 ans 2016 en Inde, où l'équipe a terminé 4e.
En mars 2018, Sharp a été sélectionné dans l'équipe nationale australienne pour les Jeux du Commonwealth de 2018. L'équipe a remporté la médaille d'or, battant la Nouvelle-Zélande 2-0 en finale.